# Prynada
Prynada (ukr. Принада) – wieś na Ukrainie, w rejonie jaworowskim obwodu lwowskiego.

## Historia
Dawniej przysiółek wsi Ulicko Zarębane w powiecie rawskim.